# Anatolij Aljab'ev
Anatolij Nikolaevič Aljab'ev (in russo Анатолий Николаевич Алябьев?; Danilovo, 12 dicembre 1951 – San Pietroburgo, 11 gennaio 2022) è stato un biatleta e pedagogista sovietico, vincitore di varie medaglie olimpiche e iridate. Durante la sua carriera agonistica gareggiò per la nazionale sovietica.

## Biografia

### Carriera da atleta
In carriera prese parte a un'edizione dei Giochi olimpici invernali, Lake Placid 1980, andando a medaglia in tutte le gare disputate: 3° nella 10 km, 1° nella 20 km, 1° nella staffetta) e a due dei Campionati mondiali, vincendo due medaglie.

### Carriera da allenatore
Dopo il ritiro divenne allenatore della nazionale russa, dal 1990 al 1998.

### Altre attività
Dal 1998 fu docente di pedagogia presso l'Università statale di San Pietroburgo, presso la quale si era laureato nel 1981.

### Morte
Anatolij Aljab'ev è morto nel 2022 per complicazioni da Covid-19.

## Palmarès

### Olimpiadi
- 3 medaglie:
  - 2 ori (individuale[3], staffetta a Lake Placid 1980)
  - 1 bronzo (sprint[3] a Lake Placid 1980)

### Mondiali
- 2 medaglie:
  - 2 bronzi (staffetta a Lahti 1981; staffetta a Minsk 1982)

### Coppa del Mondo
- Miglior piazzamento in classifica generale: 2º nel 1981

### Campionati sovietici
- 1 oro (20 km nel 1979)[2]